# Torneio de tênis de Ostrava
O torneio de tênis de Ostrava compreende os eventos profissionais de tênis que acontecem ou aconteceram em Ostrava, na Tchéquia. Nunca foi combinado nem aconteceu no mesmo ano no calendário de elite.
Atualmente, possui o nome comercial de Agel Open e recebe apenas o torneio feminino. Os torneios abrigados foram/são:
- ATP de Ostrava, torneio masculino organizado pela Associação de Tenistas Profissionais, na categoria ATP World Series, entre 1994 e 1998;
- WTA de Ostrava, torneio feminino organizado pela Associação de Tênis Feminino, na categoria WTA 500;

## Hiperligações interlínguas
As wikis anglófona e francófona agrupam ATP e WTA sob o título genérico de Ostrava Open / Tournoi de tennis d'Ostrava. A primeira ainda acrescenta o WTA de Prostějov, em outra cidade tcheca, que ocorreu vinte e um anos antes do início do WTA de Ostrava. Não aparentam ter relação, a não ser a coincidência de cidade e/ou país.